# Sanjay Gandhi Postgraduate Institute of Medical Sciences
Sanjay Gandhi Post Graduate Institute of Medical Sciences är ett universitet i Indien.   Det ligger i distriktet Lucknow District och delstaten Uttar Pradesh, i den centrala delen av landet, 400 km sydost om huvudstaden New Delhi.